# Complutum
Complutum è stata un'antica città romana ed è attualmente un sito archeologico che si trova nel comune di Alcalá de Henares (provincia di Madrid, Comunità di Madrid, Spagna). È ubicata nella parte occidentale del Camino de Juncal.
Dal 1988 è bene di interesse culturale spagnolo.
Dal 6 agosto 2008, una parte importante del sito è stata aperta al pubblico come museo all'aria aperta.

## Storia

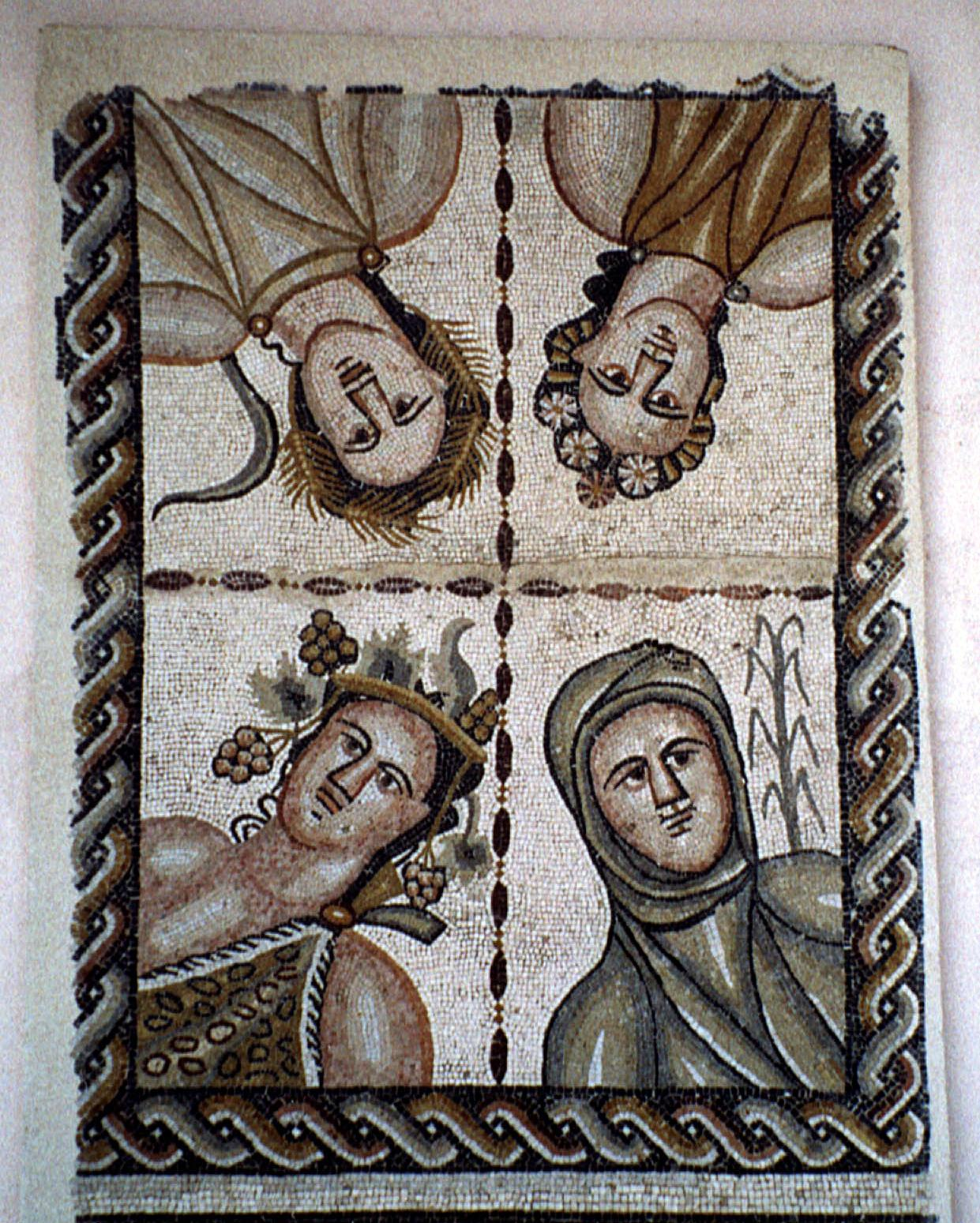
Mosaico

La città romana di Complutum fu costruita nel I secolo e in gran parte trasformata nel III secolo. Si trovava al centro di importanti vie di comunicazione oltreché vicina a risorse naturali come il fiume Henares.